# جون هارت (باحث في تاريخ العصور الكلاسيكية)
جون هارت (بالإنجليزية: John Hart)‏ هو باحث في تاريخ العصور الكلاسيكية بريطاني، ولد في 30 سبتمبر 1936، وتوفي في 15 نوفمبر 2011.